# Vägetjärnen
Vägetjärnen är en sjö i Göteborgs kommun i Västergötland och ingår i Kungsbackaån-Göta älvs kustområde.

## Bilder

Vägetjärnen
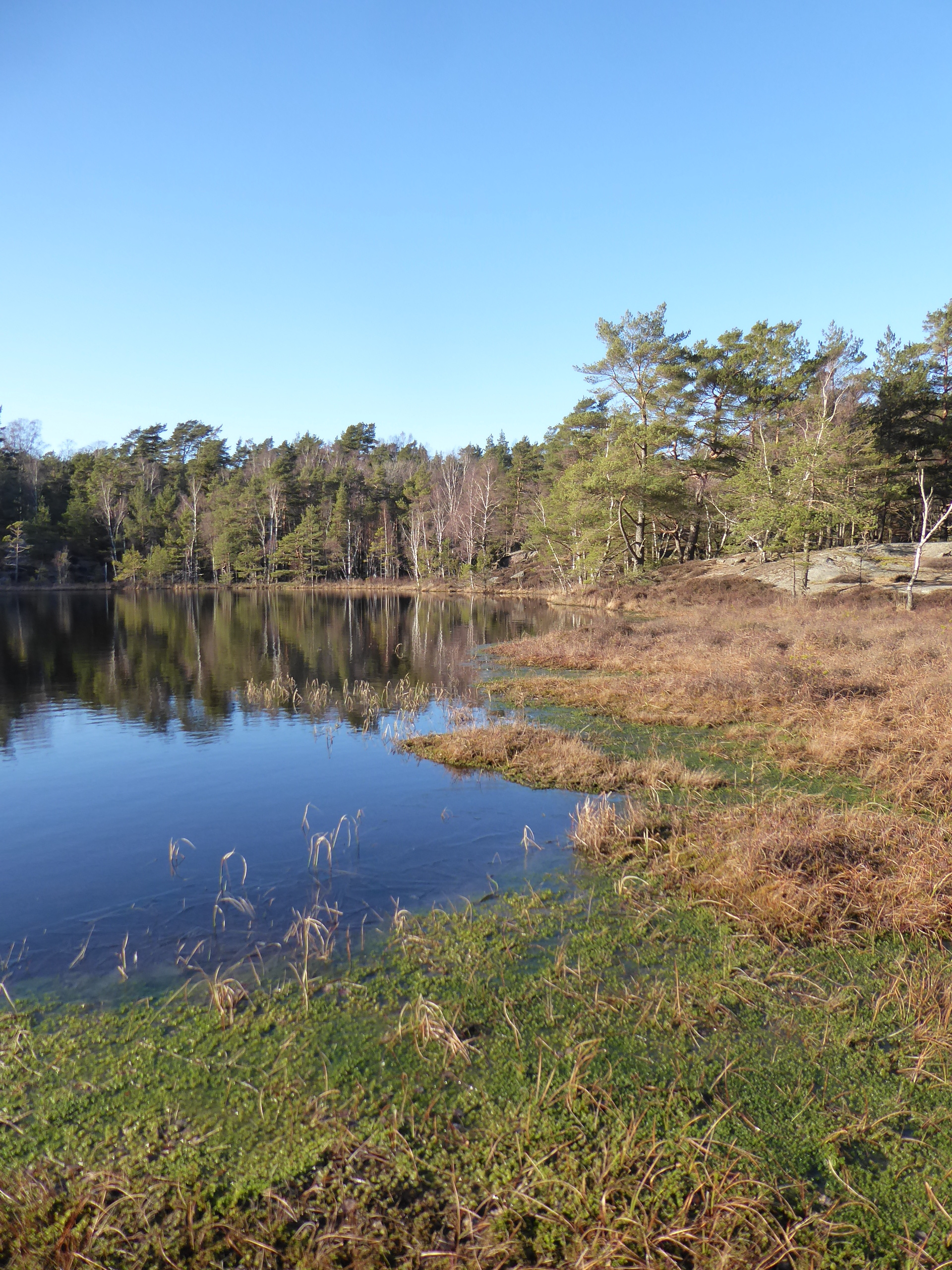
Vägetjärnens norra strandkant den 9 mars 2024.
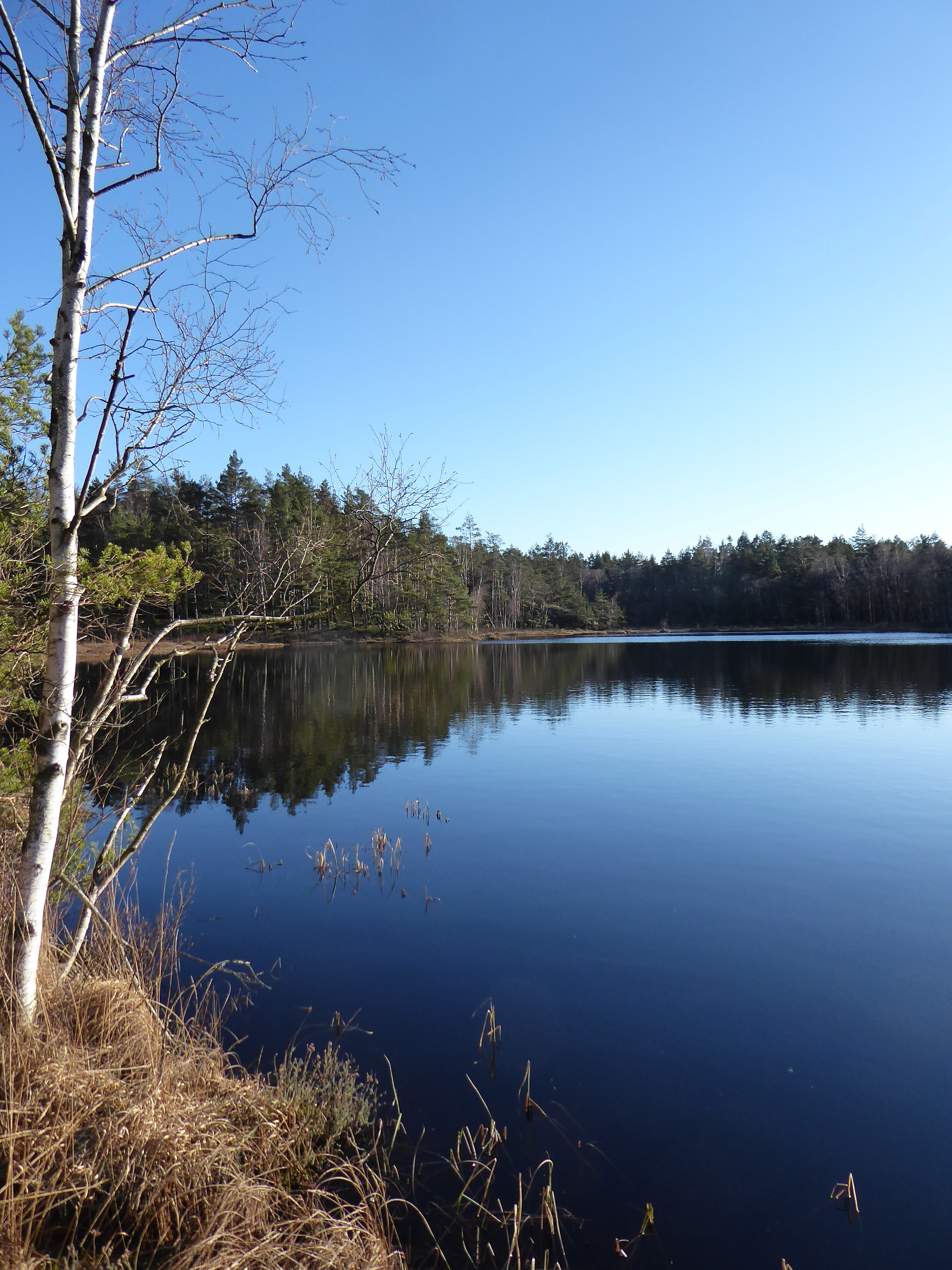
Vägetjärnen från nordväst i riktning sydöst den 9 mars 2024.
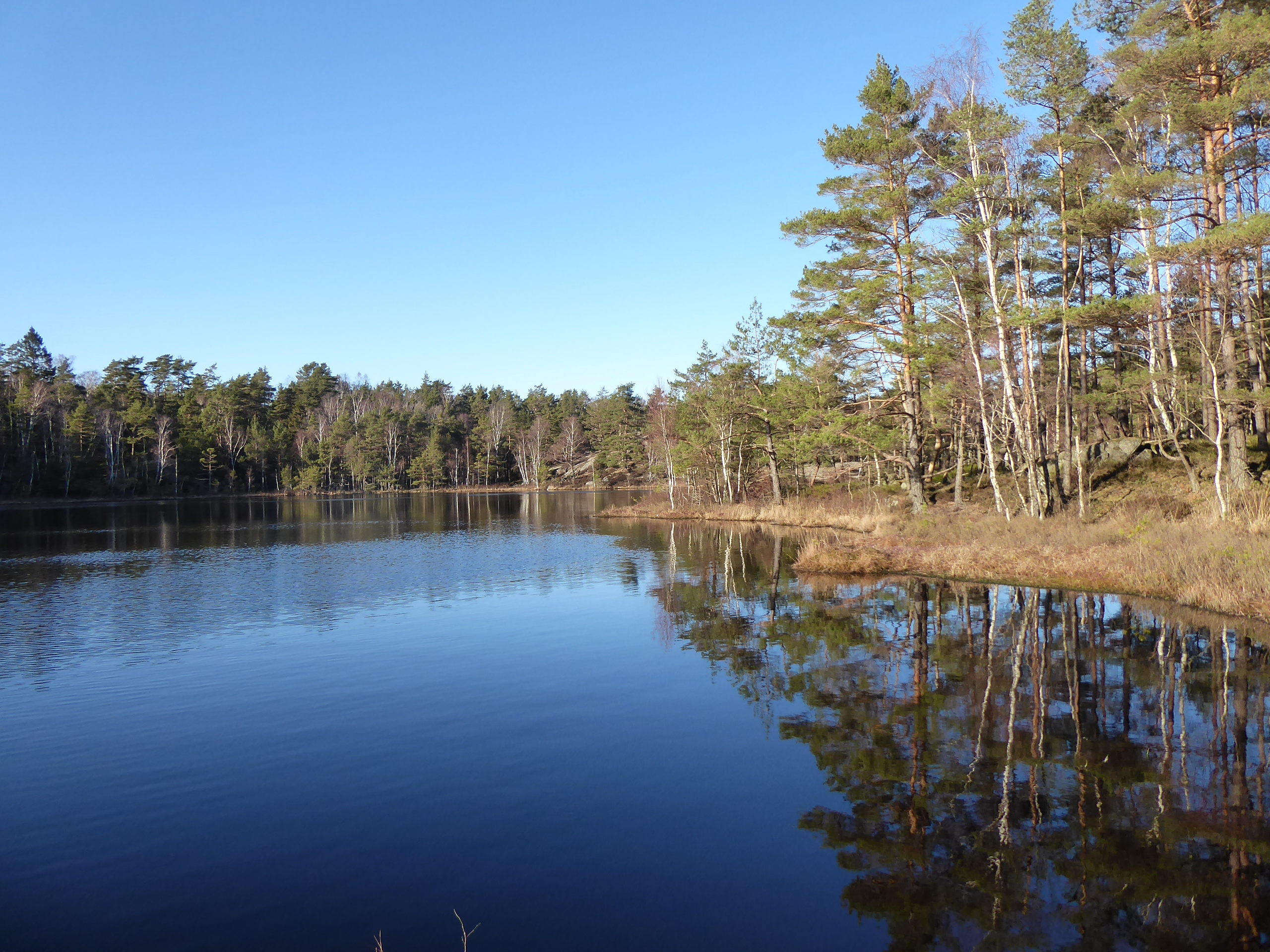
Vägetjärnen från öst i riktning norr den 9 mars 2024.